# Sécurité préventive
Le Service Palestinien de Sécurité Préventive (SPSP) est l'un des services de sécurité de l'Autorité palestinienne.
Souvent décrit comme le service le plus structuré et le mieux organisé des forces de l'ordre palestiniennes, la Sécurité Préventive est chargée de la sécurité intérieure sur le territoire de l'Autorité palestinienne. Elle est particulièrement chargée de maintenir l'ordre sur la voie publique dans les rues palestiniennes (et donc de devoir réprimer les manifestations de désordre public) ainsi que de lutter contre les opposants au processus de paix. Par le passé, elle a souvent fait preuve d'une grande autonomie par rapport au gouvernement de l'Autorité palestinienne, n'obéissant plus souvent qu'à ses seuls chefs.
La Sécurité Préventive comprend environ 5 000 membres, en Cisjordanie et dans la Bande de Gaza. Elle est dirigée par un chef en Cisjordanie et un chef dans la Bande de Gaza.
De 1994 à 2002, Mohammed Dahlan fut chef de la Sécurité Préventive dans la Bande de Gaza. Son chef en Cisjordanie fut longtemps Jibril Rajoub.
La création de la Sécurité Préventive n'était pas prévue par les Accords d'Oslo, mais fut négociée par après, d'un commun accord entre l'Autorité palestinienne et les services secrets israéliens.